# لينهشتات
لنه اشتات (بالألمانية: Lennestadt) هي بلدة ألمانية تقع في ألمانيا في أولبه.  يقدر عدد سكانها بـ 27,330 نسمة .

## معرض صور

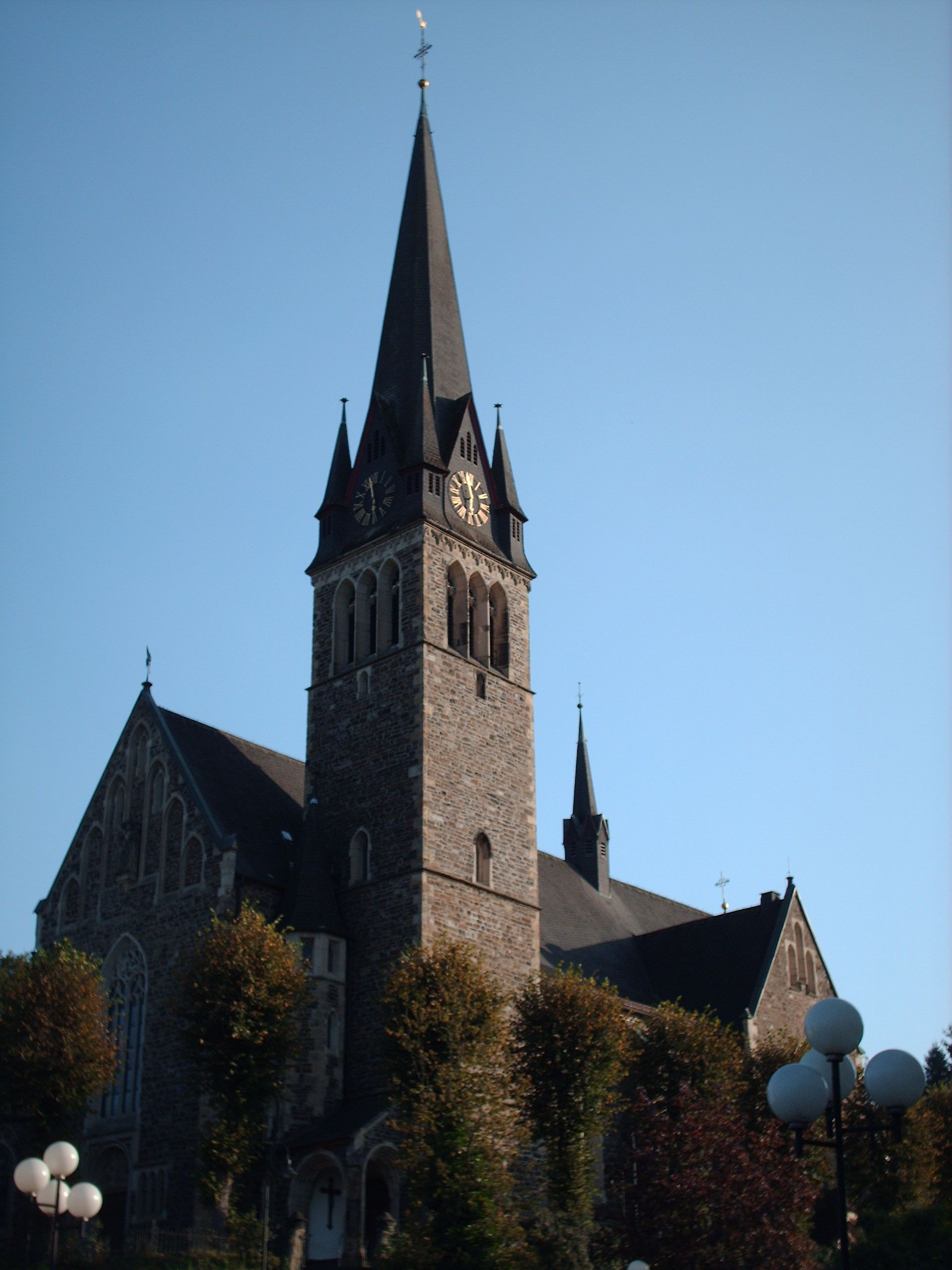
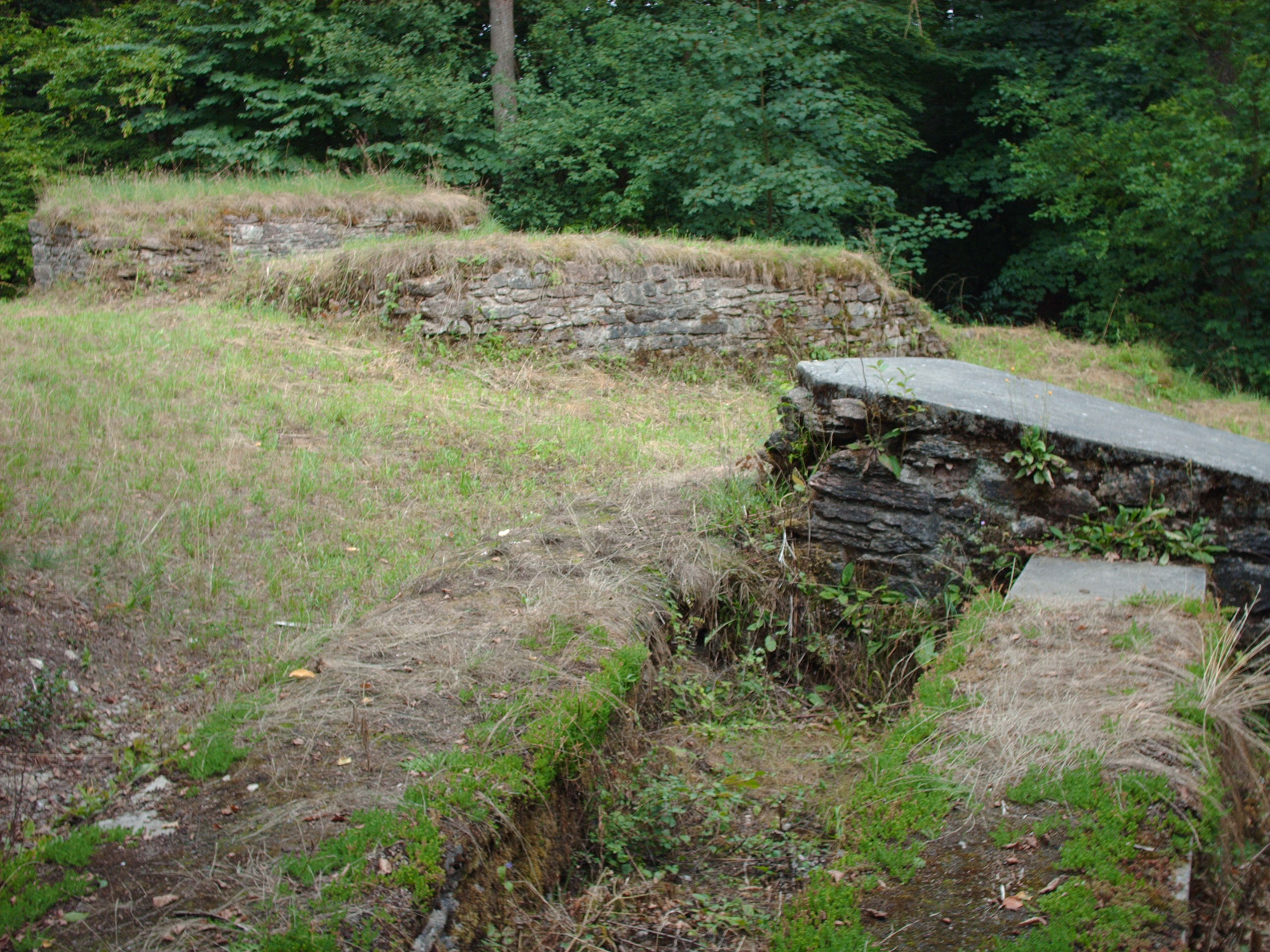
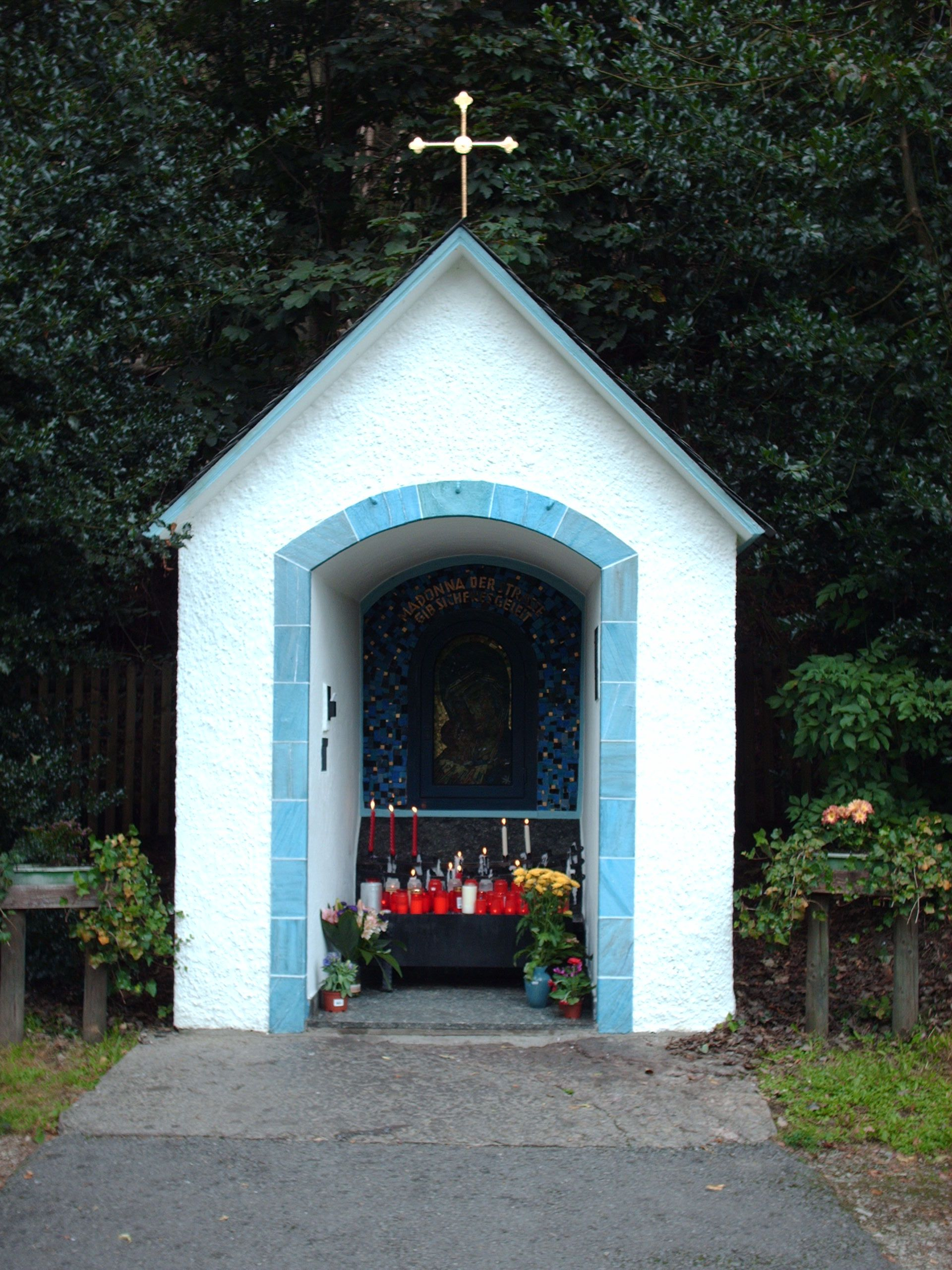
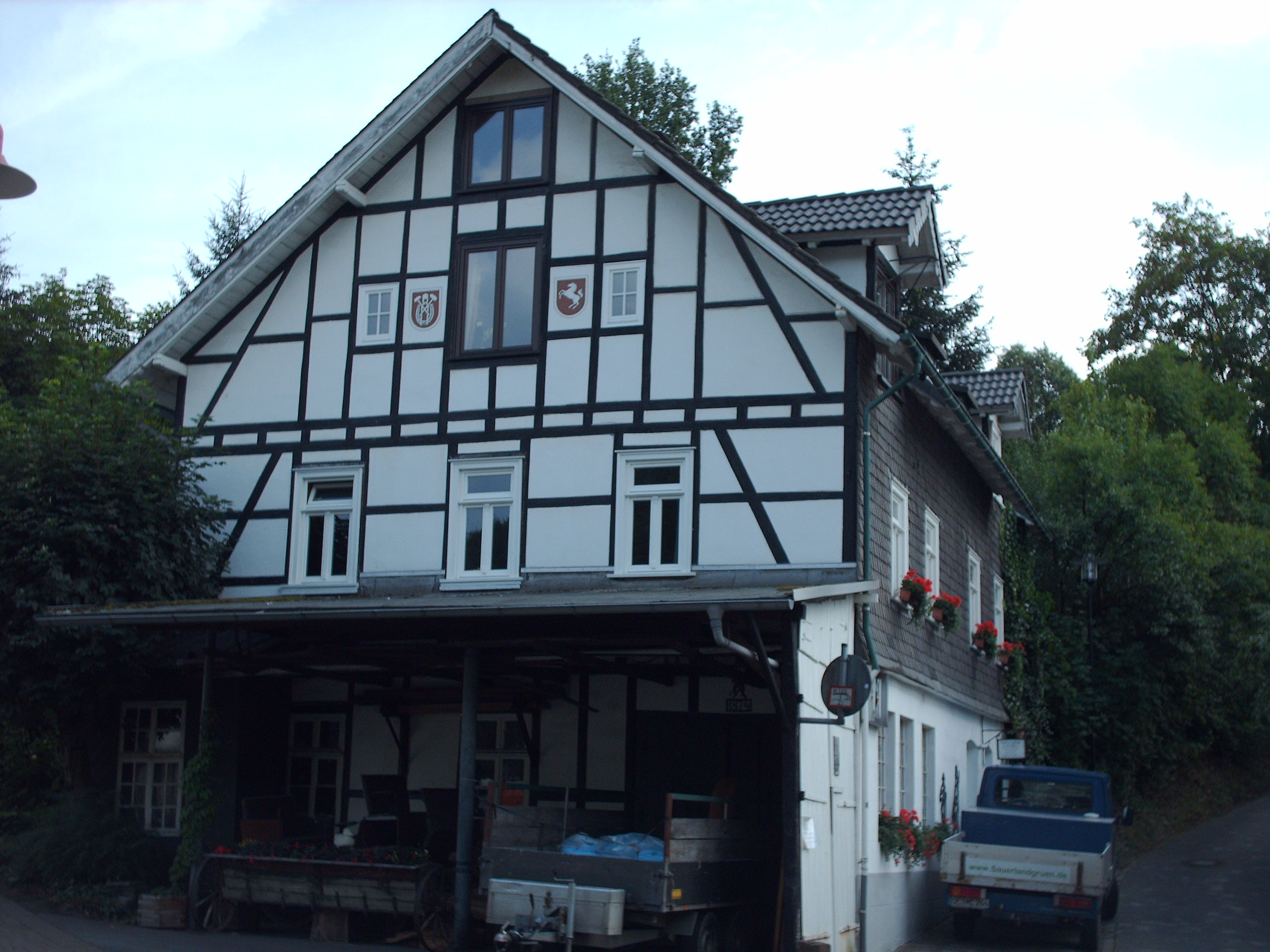
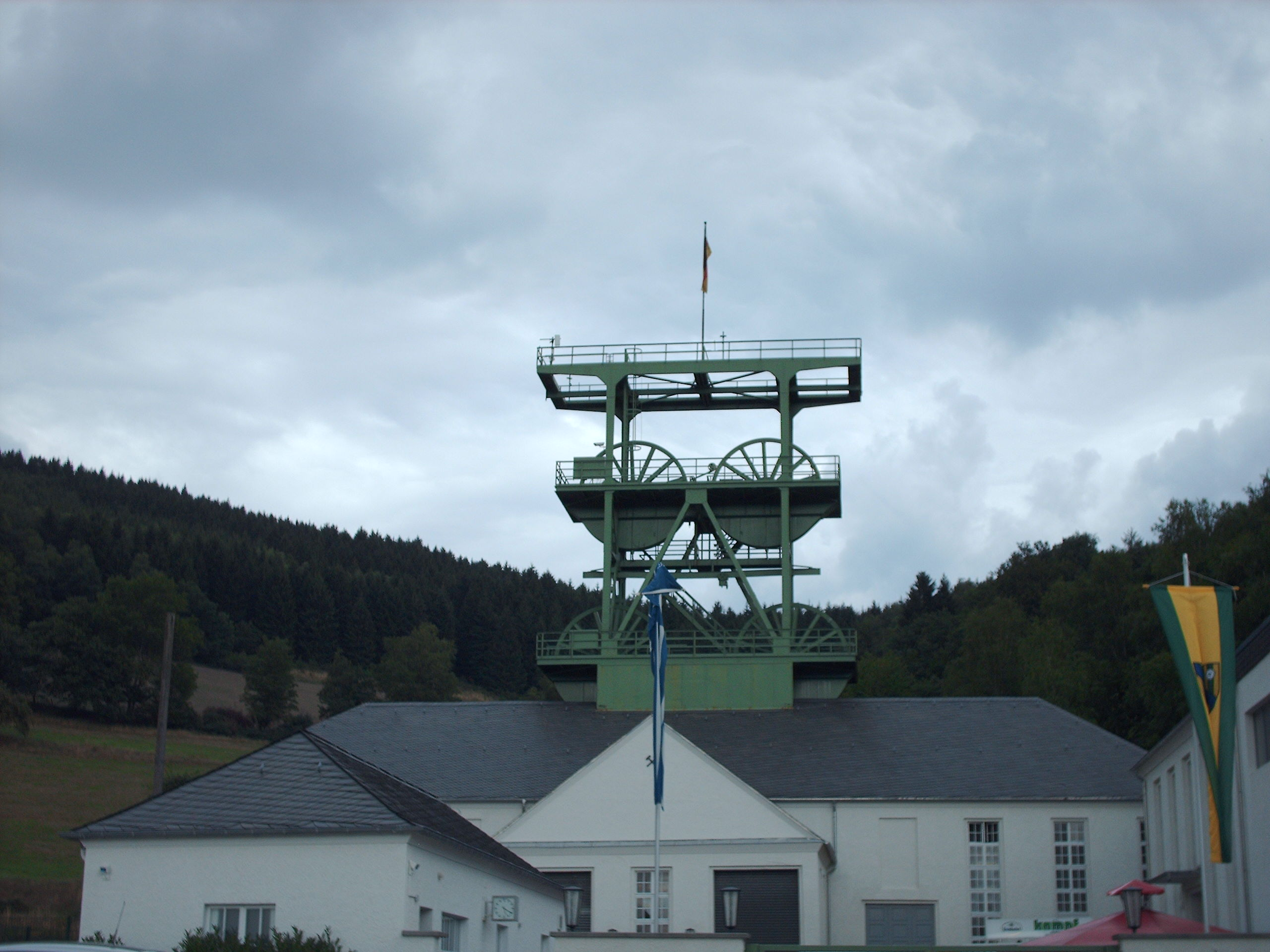
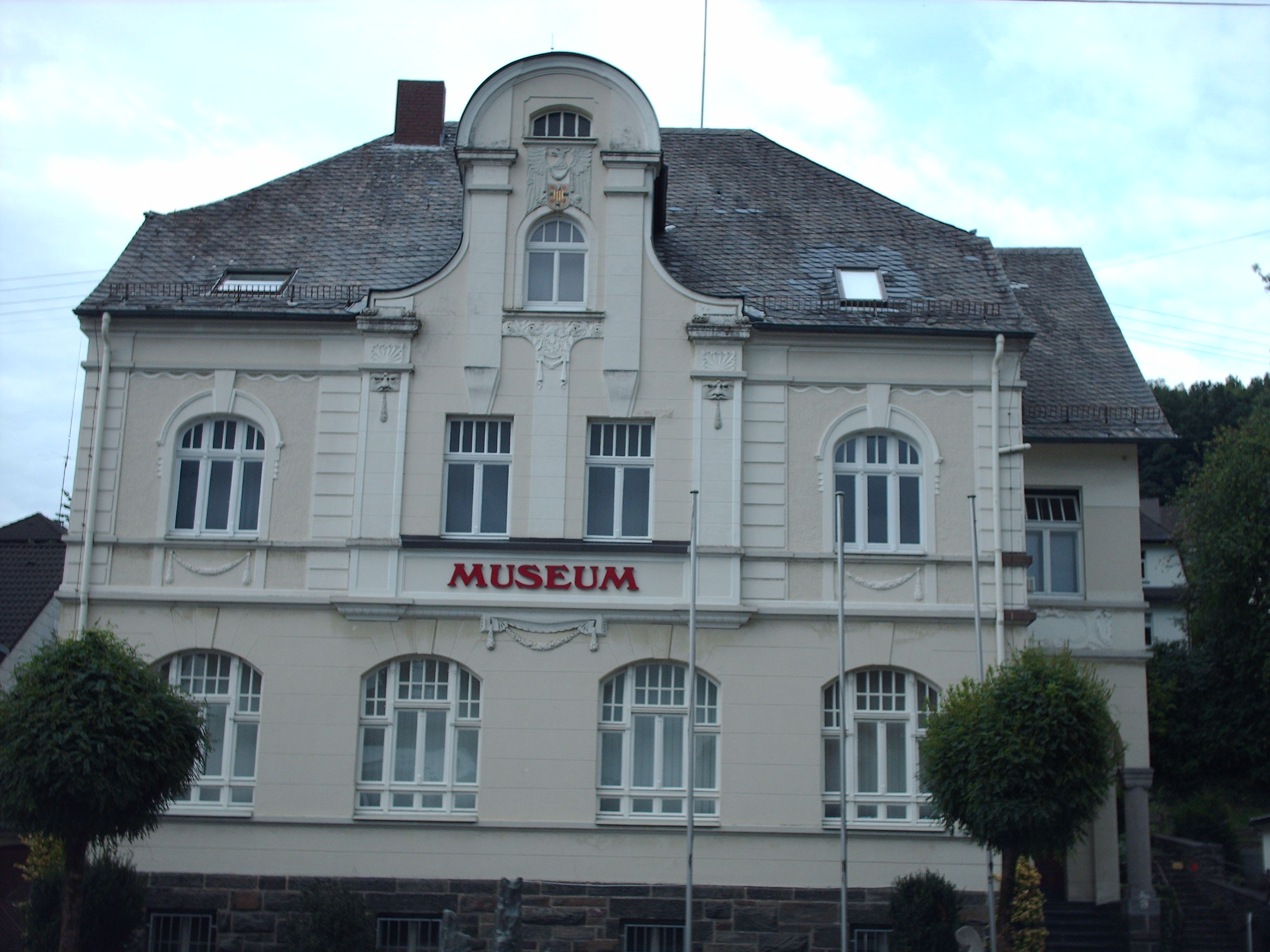